# Women's Euro Winners Cup
Women's Euro Winners Cup – coroczny turniej piłki nożnej plażowej kobiet organizowany przez Beach Soccer Worldwide, w którym udział biorą mistrzowie krajowych lig beach soccera. Odpowiednik trawiastej Ligi Mistrzyń UEFA.
Pierwsza edycja turnieju odbyła się w 2016 roku. Pierwsza edycja odbyła się we Włoszech, a od 2017 w portugalskim Nazaré. Równocześnie z przeniesieniem turnieju do Portugalii wprowadzono kwalifikacje dla drużyn niemistrzowskich.

## Organizacja

### Kwalifikacja
Mistrzowie każdej z europejskich lig piłki nożnej plażowej (lub mistrzostw) kwalifikują się automatycznie do udziału w turnieju. Państwo-gospodarz może zgłosić dwa dodatkowe kluby – drużynę z siedzibą w mieście gospodarza imprezy oraz zdobywcę drugiego miejsca w krajowej lidze bądź mistrzostwach. Broniący zdobywcy tytułu również zdobywają kwalifikacje automatyczne wraz ze zdobywcami tytułu mistrza swojego kraju. Wicemistrzowie z pozostałych krajów mogą zostać zaakceptowani według uznania BSWW.
Kluby mogą również kwalifikować się w ramach rundy wstępnej wprowadzonej w 2017 roku – etapu kwalifikacyjnego, który jest otwarty dla wszystkich drużyn, które nie kwalifikują się automatycznie jako mistrzowie krajowej ligi, niezależnie od tego, na którym miejscu klub został sklasyfikowany w lidze bądź turnieju mistrzowskim. Zespoły z najlepszymi wynikami w kwalifikacjach awansują do turnieju głównego.

## Wyniki
| 2016 | Katania, Włochy    | 12 | Grasshoppers             | 5:4               | BeachKick Berlin     | Zwiezda Perm             | 5:3            | Catanzaro BS         |
| 2017 | Nazaré, Portugalia | 19 | Havana Shots Aargau      | 4:3 dod.          | Portsmouth Ladies    | Higicontrol Melilla      | 4:3            | Zwiezda Perm         |
| 2018 | Nazaré, Portugalia | 20 | Zwiezda Perm             | 2:0               | Portsmouth Ladies    | AIS Playas de San Javier | 3:1            | BSC Amnéville        |
| 2019 | Nazaré, Portugalia | 20 | AIS Playas de San Javier | 3:3, dod., k. 2:0 | Madrid CFF Women     | Stade de Reims           | 9:3            | Pavia Lokrians       |
| 2020 | Nazaré, Portugalia | 5  | Mrija-2006               | turniej kołowy    | CFP Cáceres Femenino | Zwiezda Perm             | turniej kołowy | Marseille Beach Team |

## Tabele medalowe

### Klubowa
| Lp. | Drużyna                  | Miejsca na podium | Miejsca na podium | Miejsca na podium |   |   |
| --- | ------------------------ | ----------------- | ----------------- | ----------------- | - | - |
| Lp. | Drużyna                  | 1.                | Zwiezda Perm      | 1                 | 0 | 2 |
| 2.  | AIS Playas de San Javier | 1                 | 0                 | 1                 |   |   |
| 3.  | Grasshoppers             | 1                 | 0                 | 0                 |   |   |
| 3.  | Havana Shots Aargau      | 1                 | 0                 | 0                 |   |   |
| 3.  | Mrija-2006               | 1                 | 0                 | 0                 |   |   |
| 6.  | Portsmouth Ladies        | 0                 | 2                 | 0                 |   |   |
| 7.  | BeachKick Berlin         | 0                 | 1                 | 0                 |   |   |
| 7.  | CFP Cáceres Femenino     | 0                 | 1                 | 0                 |   |   |
| 7.  | Madrid CFF Women         | 0                 | 1                 | 0                 |   |   |
| 10. | Higicontrol Melilla      | 0                 | 0                 | 1                 |   |   |
| 10. | Stade de Reims           | 0                 | 0                 | 1                 |   |   |

### Państwowa
| Lp. | Drużyna   | Miejsca na podium | Miejsca na podium | Miejsca na podium |   |   |
| --- | --------- | ----------------- | ----------------- | ----------------- | - | - |
| Lp. | Drużyna   | 1.                | Szwajcaria        | 2                 | 0 | 0 |
| 2.  | Hiszpania | 1                 | 2                 | 2                 |   |   |
| 3.  | Rosja     | 1                 | 0                 | 2                 |   |   |
| 4.  | Ukraina   | 1                 | 0                 | 0                 |   |   |
| 5.  | Anglia    | 0                 | 2                 | 0                 |   |   |
| 6.  | Niemcy    | 0                 | 1                 | 0                 |   |   |
| 6.  | Francja   | 0                 | 0                 | 1                 |   |   |